# جيرو آسادا
جيرو آسادا (باليابانية: 浅田次郎؛ بالكانا: あさだ じろう). ولد 13 ديسمبر 1951 في طوكيو، وهو كاتب ياباني.
تاثر ب يوكيو ميشيما، الذين حاولوا تنظيم انقلاب عسكري بين قوات الدفاع الذاتي اليابانية ثم انتحر بعد فشل الانقلاب، جند آسادا في قوات الدفاع الذاتى بعد الانتهاء من دراسته. قام بتغيير وظيفته عدة مرات سعيا منه لإيجاد فرصة للكتابة وتقديم أعماله إلى مسابقات أدبية. في عام 1991، بدا مسيرته الادبية برواية توراريتي تاماروكا. بعد أن كتب عدة روايات عن المشردين، روايته مترو ني انوتي منح جائزة يوشيكاوا إيجي للكتاب الجدد والتي تحولت إلى فيلم عام 2006؛ مجموعة من القصص القصيرة مدير المحطة وقصص أخرى وحصل أيضا على جائزة ناوكي. كتب ليس فقط في الخيال القياسي وروايات عن المتشردين، ولكن أيضا عن الروايات التاريخية والصينية التاريخية مثل السماء من الثريا.وينظر اليه كمؤلف استمر بالنمط التقليدي من الخيال الشعبي الياباني.

## روابط خارجية
- جيرو آسادا على موقع IMDb (الإنجليزية)
- جيرو آسادا على موقع قاعدة بيانات الفيلم (الإنجليزية)